# جون تي. ستيوارت
جون تي. ستيوارت هو محامي وسياسي أمريكي، ولد في 10 نوفمبر 1807 في ليكسينغتون في الولايات المتحدة، وتوفي في 23 نوفمبر 1885 في سبرينغفيلد في الولايات المتحدة. نشط حزبياً في الحزب الديمقراطي. وقد انتخب عضو مجلس ولاية إلينوي ‏ وانتخب عضو مجلس نواب إلينوي ‏ وانتخب عضو مجلس النواب الأمريكي.